# Tvívörðusker
Tvívörðusker är en kulle i republiken Island. Den ligger i regionen Suðurland, 190 km öster om huvudstaden Reykjavík. Toppen på Tvívörðusker är 55 meter över havet.
Trakten runt Tvívörðusker är nära nog obefolkad, med mindre än två invånare per kvadratkilometer. Närmaste större samhälle är Kirkjubæjarklaustur, omkring 20 kilometer nordost om Tvívörðusker. Trakten runt Tvívörðusker består i huvudsak av gräsmarker.